# Kinase du lymphome anaplasique
Pour les articles homonymes, voir ALK.
La kinase du lymphome anaplasique (ou ALK pour anaplastic lymphoma kinase) est une tyrosine-kinase. Son gène dit ALK est situé sur le chromosome 2 humain. Elle appartient à la superfamille des récepteurs de l'insuline partageant un degré élevé d'homologie avec la tyrosine-kinase leucocytaire. 

## En médecine
Elle est impliquée dans plusieurs cancers.
Certains cancers pulmonaires comportent une fusion de l'ALK avec l'EML4 (« echinoderm microtubule-associated protein-like4 »). C'est le cas notamment d'environ 5 % des adénocarcinomes pulmonaires, ces derniers comportant certaines caractéristiques cliniques : sujets plus jeunes, non fumeurs.

## Cible thérapeutique
Le crizotinib est un inhibiteur de l'ALK qui s'avère efficace dans le traitement des cancers du poumon impliquant la fusion EML4-ALK. D'autres molécules ciblant cette même enzyme, sont en cours de développement ou déjà commercialisés : le ceritinib, l'alectinib, le brigatinib, le lorlatinib.